# 满洲产业开发五年计划
满洲产业开发五年计划，是开始于1937年4月的满洲国的经济计划。該計畫服务于大日本帝國的统治经济。:462

## 背景

### 第1阶段经济建设
日本占领滿洲，在1932年3月建立满洲国之后，于同年7月，南满洲铁道（以下简称“满铁”）成立了经济调查会，在关东军特务部的指导下从事各种方案计划的制定。在经济调查会的努力下，在1933年3月，《满洲国经济建设要纲》成文。经济调查会还提案建立分管各产业的特殊会社，得到了实现。这些特殊会社由政府和满铁出资建立。在日满经济关系方面，关东军特务部于1933年11月制定了《日满经济统制方案要纲》，并在1934年3月经内阁决议通过，成为了一个统治方针。:462

### 第2阶段经济建设
参谋本部作战课长石原莞尔要求满铁成立“日满财政经济研究会”，制定下一阶段的经济建设计划，着力于强化军需产业。他在参谋本部也强烈主张为了在满洲国生产对苏战备用军需物资，进行产业开发的方针。日本陆军省采纳了这一方针，在1936年8月制定了《满洲开发方策要纲》。该纲要为满洲国树立了长期的财政和开发计划，并将1940年左右作为该计划的第1期完成时间。关东军在此纲要指导下，同样在8月提出了《满洲国第2期经济建设要纲》，以此为据，以1940、1941年为完成日期、以充实日本在满军备和日满共同防卫为目标，开始了产业5年计划、财政5年计划、特殊会社指导监督方针的制定。:463

## 制定与推进
1936年的“二二六事件”后，日本被軍部主导，开始法西斯化、准战时体制化，经济也开始军事化。新的经济计划以满铁日满财政研究会的方案为基础，经过关东军、满洲国政府、满铁相关者在1936年10月的协商而具体化，1937年1月，以关东军《满洲产业开发五年计划纲要》的形式确定下来，并自同年4月起开始实施。:119根据1937年2月成文的计划纲要，政策的目标是重点开发满洲当地的物资生产能力，以满足“有事”情况的需要，并且进一步地，尽可能使满洲国自给自足，乃至供给日本所缺乏的资源。换言之，其根本目的是构筑对苏战争的经济基础。:58
本计划成为了满洲国的三大国策之一。另外两大基本国策是是农业人口的大量送出计划（《二十年百万户送出计划》，具体实践如满蒙开拓团）和对邻近苏联边境地区进行战略整备、开发的北边振兴三年计划。本计划在1939年起被整合进日本政府的生产力扩充计划，其推进力度得到了加强。:120

## 计划目标

### 初期计划
该计划分为矿工业、农畜产业、交通通信、移民4个部分，制定了详细的目标。:58矿工业部分包括武器、飞机、汽车、火车等军需装备和铁、液体燃料等物资。:58基于1936年的实际产出量，制定了5年后（1941年）的目标生产量。:120计划完成时的铁矿石、煤、生铁、液体燃料、武器等品类的目标生产量为计划开始时的2到5倍。:58此外，还有不少品类在1936年时满洲国生产量为0，即尚不具备生产能力。:58
| 品目   | 单位 | 1936年末生产能力 | 1941年度目标 |
| ------ | ---- | ---------------- | ------------ |
| 生铁   | 吨   | 850,000          | 2,530,000    |
| 铁锭   | 吨   | 580,000          | 1,850,000    |
| 钢材   | 吨   | 400,000          | 1,500,000    |
| 煤炭   | 吨   | 11,700,000       | 27,160,000   |
| 液化煤 | 吨   | 0                | 800,000      |
| 页岩油 | 吨   | 145,000          | 800,000      |
| 铝     | 吨   | 4,000,000        | 20,000,000   |
| 汽车   | 台   | 0                | 4,000        |
| 飞机   | 架   | 0                | 340          |
| 电力   | 千瓦 | 458,600          | 1,405,000    |
| 水稻   | 吨   | 258,000          | 418,000      |
| 小麦   | 吨   | 986,000          | 2,024,000    |
| 大豆   | 吨   | 4,201,000        | 4,730,000    |
| 洋麻   | 吨   | 7,200            | 23,100       |
| 绵羊   | 只   | 3,012,000        | 4,202,000    |
| 马     | 匹   | 1,900,000        | 2,302,000    |
| 铁路   | 千米 | 7,686            | 11,948       |

该计划所需资金总额为约25亿8000万日元，仅矿工业部门所需亦有13亿9000万日元之巨，以当时满洲国的生产水平和日本的资金状况来看，是相当大的数额。:121:59日本政府和军部通过与以财阀为代表的经济界进行交涉，设立了以长期提供资金为目的的满洲兴业银行。:59
“产业开发五年计划”需要解决电力不足的问题，为此在鸭绿江和第二松花江上分别修建了水丰水电站和丰满水电站。

### 目标的修订
作为一个5年间的计划，中途修改目标是正常的。但该计划在实施仅3个月时，由于卢沟桥事变的发生引发了全面的中日战争，日本迫切需要提高生产能力，不得不修改国内的生产计划。:122:59由于日本对满洲国的依赖加强，本计划也不得不随之修订。:122其结果是目标数值大幅提高，其中尤以矿工业部分为甚。:122
| 品目   | 单位 | 1936年末生产能力 | 1941年度目标（初版） | 1941年目标（改版） | 对日供给量目标 |
| ------ | ---- | ---------------- | -------------------- | ------------------ | -------------- |
| 生铁   | 吨   | 850,000          | 2,530,000            | 4,500,000          | 1,520,000      |
| 铁锭   | 吨   | 580,000          | 1,850,000            | 3,160,000          | 1,120,000      |
| 钢材   | 吨   | 400,000          | 1,500,000            | 1,200,000          | 无             |
| 煤炭   | 吨   | 11,700,000       | 27,160,000           | 31,100,00          | 6,000,000      |
| 液化煤 | 吨   | 0                | 800,000              | 1,770,000          | 无             |
| 页岩油 | 吨   | 145,000          | 800,000              | 650,000            | 无             |
| 铝     | 吨   | 4,000,000        | 20,000,000           | 30,000,000         | 11,625,000     |
| 汽车   | 台   | 0                | 4,000                | 50,000             | 无             |
| 飞机   | 架   | 0                | 340                  | 5,000              | 无             |
| 电力   | 千瓦 | 458,600          | 1,405,000            | 2,570,550          | 无             |

该修正案将目标提高为原来的1.5倍至2倍左右，并且明确规定了对日输出量，不过交通通信、农畜产、移民部分则大致与原来目标相同。:122原本的计划中对满洲经济发展的考量被削弱，代之以对日本所需的军需品的强调。:122所需要的资金也从25亿8000万日元增加到了49亿6000万日元。:122

## 实施的困难与计划的修改
自国共合作起，抗日戰爭的强度提高，与日本的预测背道而驰。由于战争的长期化，计划越来越不切实际：日本不仅难以向满洲国提供产业建设所需要的资金与物资，更因为战争的物资消耗，要求满洲国提高生产量。该计划自第4年度起，执行“彻底的重点主义”，集中提高钢铁和煤炭的生产量，而军需以外的部分则下调甚至终止了计划。至此，该计划已经背离了初衷，用现有设备最大限度生产成了唯一的目的。不可避免地，生产这些产品的国策会社的生产部门劳动强度提高，劳动条件恶化。:123-124
原本日本为了构建总体战体制，对满洲国的经济建设就过于强调铁路和重工业方面，其经营效率并不高，对日本的经济也造成了一定负担。自1940年起，构筑总体战体制的目标也基本被放弃，满洲国在大东亚共荣圈中的位置降低为粮食供给基地。:236